# Salix candida
Saule tomenteux
Espèce
Salix candida, le Saule tomenteux, en anglais : sageleaf willow, « Saule à feuilles de Sauge », est une espèce de plantes à fleurs de la famille des Salicaceae. C'est un arbuste originaire du nord des États-Unis et du Canada.

## Description

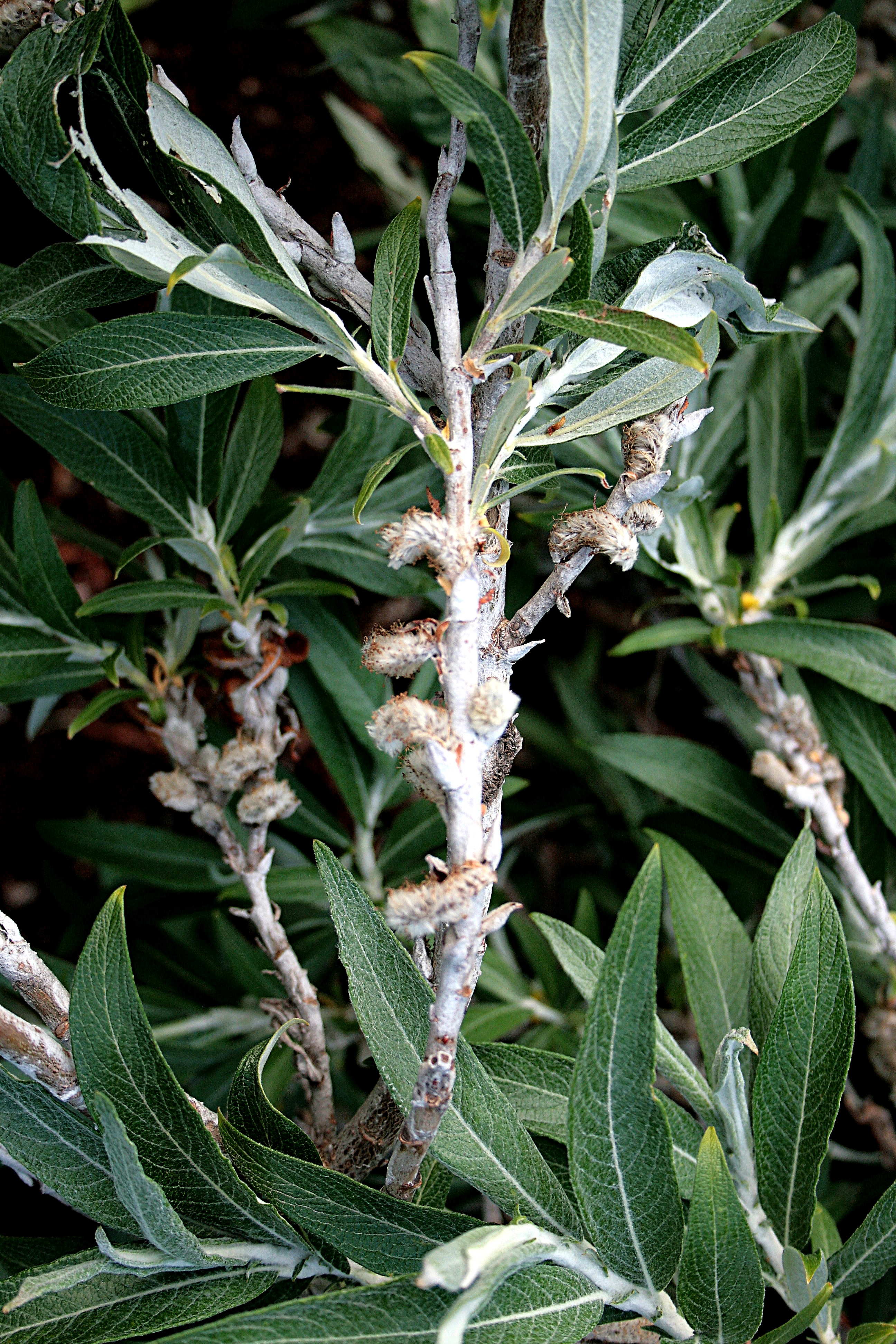
Dessous des feuilles et rameaux très velus.

L'arbuste mesure de 0,5 à 3,5 m de haut. Il se reproduit souvent par clonage : ses rameaux se propagent et s'enracinent facilement sur le sol environnant. Sa floraison intervient de mi-avril à début juillet.